# وال-برییان، کبک
وال-برییان (به فرانسوی: Val-Brillant) شهری در منطقه شهری لا ماتاپدیا ناحیه با-سن-لوران در استان کبک کانادا است. در سرشماری سال ۲۰۱۱ این شهر ۱٬۰۲۵ نفر جمعیت داشته‌است و مساحت آن ۸۰ کیلومتر مربع است.